# Follett (Teksas)
Follett je grad u američkoj saveznoj državi Teksas. Prema popisu stanovništva iz 2010. u njemu je živjelo 459 stanovnika.